# Sidney Wicks
Sidney Wicks (Los Angeles, 19 settembre 1949) è un ex cestista e allenatore di pallacanestro statunitense, professionista nella NBA e in Italia.

## Carriera

### High school e college
Frequentò la Alexander Hamilton High School a Los Angeles, California, ma a causa dei suoi voti bassi dovette andare alla Santa Monica Junior College per un anno prima di trasferirsi al college, precisamente all'UCLA.
Nell'UCLA divenne una star: portò la squadra dell'università a vincere tre campionati NCAA dal 1969 al 1971.

### NBA
I Portland Trail Blazers selezionarono Wicks al Draft NBA 1971 alla seconda scelta, in quella stagione viaggiò con medie di 24,5 punti e 11,5 rimbalzi a partita, e gli fu assegnato il NBA Rookie of the Year Award.
Wicks giocò anche con i Boston Celtics e i San Diego Clippers, ma non fu mai capace di giocare ai livelli del suo anno da rookie, partecipò comunque a 4 NBA All-Star Game. In totale militò nella NBA dal 1971 al 1981.
Dopo una stagione in Italia, alla Reyer Venezia, tornò a UCLA come vice-allenatore per quattro stagioni.

## Statistiche

### NBA

#### Regular Season
| Anno      | Squadra             | PG  | PT | MP   | TC%  | 3P% | TL%  | RP   | AP  | PRP | SP  | PP   |
| --------- | ------------------- | --- | -- | ---- | ---- | --- | ---- | ---- | --- | --- | --- | ---- |
| 1971-1972 | Portland T. Blazers | 82  | -  | 39,6 | 42,7 | -   | 71,0 | 11,5 | 4,3 | -   | -   | 24,5 |
| 1972-1973 | Portland T. Blazers | 80  | -  | 39,4 | 45,2 | -   | 72,3 | 10,9 | 5,5 | -   | -   | 23,8 |
| 1973-1974 | Portland T. Blazers | 75  | -  | 38,0 | 45,9 | -   | 76,2 | 9,1  | 4,3 | 1,2 | 0,8 | 22,5 |
| 1974-1975 | Portland T. Blazers | 82  | -  | 38,6 | 49,7 | -   | 70,6 | 10,7 | 3,5 | 1,3 | 1,0 | 21,7 |
| 1975-1976 | Portland T. Blazers | 79  | -  | 38,5 | 48,3 | -   | 67,4 | 9,0  | 3,1 | 1,0 | 0,7 | 19,1 |
| 1976-1977 | Boston Celtics      | 82  | -  | 32,2 | 45,8 | -   | 66,8 | 10,0 | 2,1 | 0,8 | 0,7 | 15,1 |
| 1977-1978 | Boston Celtics      | 81  | -  | 29,8 | 46,7 | -   | 66,0 | 8,3  | 2,1 | 0,8 | 0,6 | 13,4 |
| 1978-1979 | San Diego Clippers  | 79  | -  | 25,6 | 46,2 | -   | 65,0 | 5,1  | 1,6 | 0,9 | 0,5 | 9,8  |
| 1979-1980 | San Diego Clippers  | 71  | -  | 30,2 | 42,3 | 0,0 | 54,6 | 5,8  | 3,0 | 1,1 | 0,7 | 7,1  |
| 1980-1981 | San Diego Clippers  | 49  | -  | 22,1 | 43,7 | 0,0 | 50,7 | 4,6  | 2,3 | 0,8 | 0,8 | 6,7  |
| Carriera  | Carriera            | 760 | -  | 33,9 | 45,9 | 0,0 | 68,5 | 8,7  | 3,2 | 1,0 | 0,7 | 16,8 |

#### Playoffs
| Anno     | Squadra        | PG | PT | MP   | TC%  | 3P% | TL%  | RP  | AP  | PRP | SP  | PP   |
| -------- | -------------- | -- | -- | ---- | ---- | --- | ---- | --- | --- | --- | --- | ---- |
| 1977     | Boston Celtics | 9  | -  | 29,0 | 51,9 | -   | 72,3 | 9,2 | 1,8 | 1,4 | 0,3 | 13,1 |
| Carriera | Carriera       | 9  | -  | 29,0 | 51,9 | -   | 72,3 | 9,2 | 1,8 | 1,4 | 0,3 | 13,1 |

## Palmarès

### Giocatore
- 3 volte campione NCAA (1969, 1970, 1971)
- NCAA Final Four Most Outstanding Player (1970)
- NCAA AP All-America First Team (1971)
- NCAA AP All-America Third Team (1970)
- NBA Rookie of the Year (1972)
- NBA All-Rookie First Team (1972)
- 4 volte NBA All-Star (1972, 1973, 1974, 1975)